# Шапиро, Хелен
Хелен Кейт Шапиро (англ. Helen Kate Shapiro; род. 28 сентября 1946 года) — английская певица в жанрах поп и джаз музыки, актриса

. Наиболее известные её музыкальные композиции: «You Don’t Know» и «Walkin' Back to Happiness», — лидеры музыкальных хит-парадов Великобритании 60-х годов.

## Ранние годы
Шапиро родилась в больнице Бетнал-Грин, что находится в районе Бетнал-Грин, Ист-Энд, Лондон. Её детство прошло в одном из муниципальных домов лондонского Ист-Энда, округ Хакни, где она училась в Нортволдской начальной школе, а потом в средней школе Клэптон-Парк вплоть до конца 1961 года. Она внучка еврейских иммигрантов из России; её родители были рабочими в швейной промышленности и прихожанами синагоги на улице Ли-Бридж-роуд. Когда Хелен было 9 лет, её семья переехала из района Клэптон в район Парксайд-истейт в том же округе Лондона. Хелен потом рассказывала в интервью 2006 года, что «место было и остаётся одним из самых красивых уголков».
Хотя семья была недостаточно богатой, чтобы купить проигрыватель (чтобы прослушать свою первую изданную пластинку, Хелен вынуждена была попросить проигрыватель у соседей), родители всё же поощряли музыку в доме. Хелен в детстве играла на маленьком четырёхструнном банджо и время от времени участвовала в скиффл-группе её брата Рона, когда он выступал у себя в юношеском клубе. У Хелен был низкий тембр голоса, довольно необычный для девочки детского возраста и школьные друзья за это дали ей прозвище «Труба».
В возрасте 10 лет Хелен, вместе с двоюродной сестрой Сюзан Зингер, пела в школьной группе «Susie and the Hula Hoops», в которой на гитаре играл 9-летний Марк Фельд, ставший впоследствии знаменитым Марком Боланом. В 13 лет Хелен начала брать уроки вокала в школе эстрадного пения Мориса Бермана, которая находилась на Бейкер-стрит. Школа уже была известна тем, что успела выпустить на эстраду Альму Коган. Позже, в 1962 году, уже став звездой, Хелен рассказывала, что " я всегда хотела быть певицей. Однако я вовсе не имела желания слепо копировать Альму. Я выбрала эту школу просто потому что она уже была известной из-за Альмы. " Связи руководства школы со студией Коламбия Рекордз позволили вывести Хелен Шапиро на продюсера студии Джона Шрёдера, который записал с Хелен демо-версию песни «Birth of the Blues».

## Начало карьеры
В 1961 году 14-летняя Хелен добилась ощутимого успеха, её первый сингл «Don’t Treat Me Like a Child» достиг 3-го места в национальном хит-параде. За ним последовали два других сингла, «You Don’t Know» и «Walkin' Back to Happiness». получившие уже первые места хит-парада. Последний из них вышел на первое место только 19 октября 1961, когда Хелен исполнилось 15 лет. В 1962 году пришёл новый успех с синглом «Tell Me What He Said», который поднялся до второго места. И таким образом, к своим 15 годам, Хелен уже имела в своём послужном списке 4 хита, достигших призовой тройки мест английского хит-парада. Большая часть её записей была произведена в студии EMI на Эбби-роуд, в северо-восточной части Лондона, где впоследствии записывались Битлз. Глубокий низкий голос Хелен, а равно как и необычный коммерческий успех для 15-летней девочки, произвели в публике настоящую сенсацию. Шапиро стала звездой. Ещё до того как Шапиро исполнилось 16 лет, в 1962 году, она была выбрана «Лучшей певицей Британии».
Последним синглом Хелен, который вошёл в десятку хит-парада, была баллада «Little Miss Lonely», которая достигла 8-го места в списке 1962 года. Записывающим менеджером Хелен в это время был Норри Парамор.
Ранней весной 1963 года Хелен отправилась в первое концертное турне по Англии и аккомпанирующим составом для неё выступали Битлз. Во время тура Битлз сами успели добиться успеха со своим собственным синглом, но для Хелен Пол и Джон решили написать отдельную песню. Песня называлась «Misery» и Маккартни считал, что Хелен вполне способна сделать её своим новым хитом. Однако Норри Парамор решил, что песня не подходит для Хелен и отдал её другому исполнителю. Много позже, уже в 1995 году, в американской телевизионной программе This Is Your Life, которая была посвящена Хелен Шапиро, певица призналась, что «песня была отклонена ещё до того, как я смогла её услышать. У меня даже не было возможности послушать её и сказать своё мнение. Мне действительно очень жаль, что так случилось».
В 1963 году после возвращения из турне, Хелен была приглашена записать свой новый сингл «Look Who It Is» в телевизионном исполнении с участием Джона, Ринго и Джорджа, в популярной в те годы музыкальной программе Ready Steady Go. Пол не участвовал в записи, поскольку на этот момент был занят в соседней студии в качестве жюри.
Кроме исполнения песен и турне Хелен поучаствовала в ряде музыкальных фильмов-варьете как актриса и певица. В 1962 году Шапиро сыграла роль самой себя в Play It Cool — музыкальном фильме Майкла Уиннера, совместно с певцом Билли Фьюри, а также в музыкальной комедии It’s Trad, Dad! Ричарда Лестера, вместе с Крейгом Дугласом — другим известным певцом начала 60-х годов. 31 Декабря 1969 года Шапиро появилась в совместной программе двух телестудий BBC/ZDF — Pop Go The Sixties, где спела свой старый хит «Walkin' Back to Happiness».
Однако, к тому моменту как Хелен исполнилось 20 лет, её карьера начала угасать. С новыми ритмами и новой модой в поп-музыке того времени на первый план начали выходить такие певицы как Дасти Спрингфилд, Силла Блэк, Сэнди Шоу и Лулу, Песни и образ Хелен внезапно стали видеться старомодными, присущими больше эпохе 50-х годов, нежели новой эре музыки. По мере снижения к ней интереса публики Хелен обратилась к выступлениям в театрах кабаре, к маленьким рабочим клубам Северо-Восточной Англии. Её последнее выступление состоялось в клубе Peterlee’s Senate Club 6 мая 1972 года, где она объявила, что «устала жить на колёсах». Впрочем, позже она поменяла решение и стала участвовать в театральных мюзиклах и выступать на джазовых концертах (джаз был её первой музыкальной любовью).

## Последующая карьера
Шапиро сыграла роль Нэнси в мюзикле Oliver! Лайонела Барта, поставленном в лондонском Вест-Энде. Она также снималась в телевизионном сериале Albion Market, где играла одну из главных ролей, пока он не был снят с эфира в августе 1986 года.
Между 1984 и 2001 она активно гастролировала с легендарным британским джазовым трубачом Хамфри Литтелтоном и его группой, при этом не забывая о собственных джазовых и поп концертах. После завершения её моноспектакля «Simply Shapiro», который выходил с 1999 до конца 2002, Хелен окончательно решила попрощаться с шоу-бизнесом.
Её автобиография, опубликованная в 1993, была названа по имени её самого успешного сингла, Walking Back to Happiness. В качестве гостя она участвовала в радиопрограмме BBC Radio 4 «The Reunion» в августе 2012, и в радиопрограмме BBC Radio 3 «Good Morning Sunday» в марте 2013.

## Личная жизнь
Хелен Шапиро вышла замуж 31 августа 1988 за Джона Джуда (настоящее имя — Джон Уильямс), британского актёра кино и телевидения. Она перешла из иудаизма в христианство и причислила себя к миссии Евреи за Иисуса.

## Дискография

### Композиции
| Год  | Название                                                                                          | Label & no.         | Позиция в чарте | Позиция в чарте | Позиция в чарте | Альбом                      |
| Год  | Название                                                                                          | Label & no.         | UK              | US              | AU              | Альбом                      |
| ---- | ------------------------------------------------------------------------------------------------- | ------------------- | --------------- | --------------- | --------------- | --------------------------- |
| 1961 | «Don’t Treat Me Like a Child» b/w «When I’m with You» (Non-album track)                           | Columbia DB 4589    | 3               | —               | 90              | 12 Hits and a Miss          |
| 1961 | «You Don’t Know» b/w «Marvellous Lie» (Non-album track)                                           | Columbia DB 4670    | 1               | —               | 50              | 12 Hits and a Miss          |
| 1961 | «Walkin' Back to Happiness» b/w «Kiss 'N' Run»                                                    | Columbia DB 4715    | 1               | 100             | 6               | 12 Hits and a Miss          |
| 1962 | «Tell Me What He Said» b/w «I Apologise»                                                          | Columbia DB 4782    | 2               | —               | 46              | 12 Hits and a Miss          |
| 1962 | «Let’s Talk About Love» b/w «Sometime Yesterday» (Non-album track)                                | Columbia DB 4824    | 23              | —               | 31              | 12 Hits and a Miss          |
| 1962 | «Little Miss Lonely» b/w «I Don’t Care»                                                           | Columbia DB 4869    | 8               | —               | 28              | 12 Hits and a Miss          |
| 1962 | «Keep Away from Other Girls» b/w «Cry My Heart Out»                                               | Columbia DB 4908    | 40              | —               | 42              | 12 Hits and a Miss          |
| 1963 | «Queen for Tonight» b/w «Daddy Couldn’t Get Me One of Those» (Non-album track)                    | Columbia DB 4966    | 33              | —               | 97              | 25th Anniversary Album      |
| 1963 | «Woe Is Me» b/w «I Walked Right In»                                                               | Columbia DB 7026    | 35              | —               | 91              | Helen In Nashville          |
| 1963 | «Look Who It Is» b/w «Walking in My Dreams» (from Helen’s Sixteen)                                | Columbia DB 7130    | 47              | —               | 33              | 25th Anniversary Album      |
| 1963 | «No Trespassing» b/w «Not Responsible»                                                            | Columbia DB 7072    | —               | —               | 1               | Helen In Nashville          |
| 1964 | «Fever» b/w «Ole Father Time» (Non-album track)                                                   | Columbia DB 7190    | 38              | —               | —               | 25th Anniversary Album      |
| 1964 | «Look Over Your Shoulder» b/w «You Won’t Come Home»                                               | Columbia DB 7266    | —               | —               | —               | Non-album tracks            |
| 1964 | «Shop Around» b/w «He Knows How to Love Me» (Non-album track)                                     | Columbia DB 7340    | —               | —               | —               | Helen Hits Out!             |
| 1964 | «I Wish I’d Never Loved You» b/w «I Was Only Kidding»                                             | Columbia DB 7395    | —               | —               | —               | Non-album tracks            |
| 1965 | «Tomorrow Is Another Day» b/w «It’s So Funny I Could Cry»                                         | Columbia DB 7517    | —               | —               | —               | Non-album tracks            |
| 1965 | «Here in Your Arms» b/w «Only Once» (Non-album track)                                             | Columbia DB 7587    | —               | —               | —               | 25th Anniversary Album      |
| 1965 | «Something Wonderful» b/w «Just a Line» (Non-album track)                                         | Columbia DB 7690    | —               | —               | —               | 25th Anniversary Album      |
| 1966 | «Forget About the Bad Things» b/w «Wait a Little Longer»                                          | Columbia DB 7810    | —               | —               | —               | Non-album tracks            |
| 1966 | «In My Calendar» b/w «Empty House» (Non-album track)                                              | Columbia DB 8073    | —               | —               | —               | 25th Anniversary Album      |
| 1967 | «Make Me Belong to You» b/w «The Way of the World»                                                | Columbia DB 8148    | —               | —               | —               | Non-album tracks            |
| 1967 | «She Needs Company» b/w «Stop and You Will Become Aware»                                          | Columbia DB 8256    | —               | —               | —               | 25th Anniversary Album      |
| 1968 | «You’ll Get Me Loving You» b/w «Silly Boy (I Love You)»                                           | Pye 7N 17600        | —               | —               | —               | Non-album tracks            |
| 1969 | «Today Has Been Cancelled» b/w «Face The Music»                                                   | Pye 7N 17714        | —               | —               | 49              | Non-album tracks            |
| 1969 | «You’ve Guessed» b/w «Take Me for a While»                                                        | Pye 7N 17785        | —               | —               | 98              | Non-album tracks            |
| 1970 | «Take Down a Note, Miss Smith» b/w «Couldn’t You See»                                             | Pye 7N 17893        | —               | —               | —               | Non-album tracks            |
| 1970 | «Waiting on the Shores of Nowhere» b/w «A Glass of Wine»                                          | Pye 17975           | —               | —               | —               | Non-album tracks            |
| 1972 | «The Prophet» b/w «Now or Never» By Ella Stone (Helen Shapiro) and Moss (Al Saxon)                | Phoenix 128         | —               | —               | —               | Non-album tracks            |
| 1975 | «You’re a Love Child» b/w «That’s the Reason I Love You»                                          | DJM 363             | —               | —               | —               | Non-album tracks            |
| 1976 | «If You Feel He Cares» b/w «It Only Hurts When I Love» Recorded under the pseudonym «Swing Thing» | Magnet 65           | —               | —               | —               | Non-album tracks            |
| 1977 | «Can’t Break the Habit» b/w «For All the Wrong Reasons»                                           | Arista 131          | —               | —               | —               | Non-album tracks            |
| 1978 | «Every Little Bit Hurts» b/w «Touchin' Wood»                                                      | Arista 178          | —               | —               | —               | Non-album tracks            |
| 1983 | «Let Yourself Go» b/w «Funny»                                                                     | Oval 25             | —               | —               | —               | Straighten Up and Fly Right |
| 1984 | «Brickyard Blues» b/w «Just Another Weekend»                                                      | Oval 26             | —               | —               | —               | Non-album tracks            |
| 1989 | «Walking Back to Happiness» b/w «Let’s Talk About Love» Both newly recorded tracks                | Calligraph CLGS 702 | —               | —               | —               | Non-album tracks            |

### EPs
- Helen (Columbia) 1961
- Helen’s Hit Parade (Columbia) 1962
- More Hits from Helen (Columbia) 1962
- A Teenager Sings the Blues (Columbia) 1962
- Even More Hits from Helen (Columbia) 1962
- 'Tops' with Me No.1 (Columbia) 1963
- 'Tops' with Me No.2 (Columbia) 1963

Ряд ранее уже изданных песен был выпущен повторно, на указанных миньонах. Исключение составили только две пластинки Helen и A Teenager Sings the Blues. на которых были выпущены новые песни.

### Альбомы
- 'Tops' with Me (Columbia) 1962 (SX 1397/SCX 3428) UK
- Helen’s Sixteen (Columbia) 1963 (SX 1494/SCX 3470)
- Helen in Nashville (Columbia) 1963 (SX 1567)
- Helen Hit’s Out! (Columbia) 1964 (SX 1661/SCX 3533)
- 12 Hits and a Miss Helen Shapiro (EMI Encore) 1965 (ENC 209)[15]

Указанные альбомы представляют главный песенный материал Хелен Шапиро, записанный в студии Abbey Road Studios на пике её популярности в начале 1960-х годов. Из них два альбом были изданы только в моно-звучании, это Helen in Nashville и 12 Hits and a Miss Helen Shapiro, остальные издавались как в моно, так и в стерео-формате.

### Студийные альбомы
- All for the Love of Music (Decca Teldec) 1978 6. 23 465
- Straighten Up and Fly Right (Oval) 1983 (OVLP 507)
- Echoes of the Duke (Calligraph) 1985 (CLGLP 002/CLGCD 002)
- The Quality of Mercer (Calligraph) 1987 (CLGLP 014)
- I Can’t Get Started (Calligraph) 1990 (CLGCD 025)
- The Pearl (Manna Music) 1990 (CD 040)
- Kadosh (Manna Music) 1992 (CD 041)
- Nothing but the Best (ICC Records) 1995 (ICCD 13530)
- Enter into His Gates (ICC Records) 1997 (ICCD 21830)
- Sing Swing Together (Calligraph) 1998 (CLGCD 034)
- By Request (Katalyst Records) 1998 (KAT 0002)
- Simply Shapiro (Katalyst Records) 2000 (KAT0003)
- The Gospel Collection (ICC Records) 2002 (ICCD 65430)
- What Wondrous Love Is This (Manna Music) 2010 (CD 043)

### Сборники
- The Very Best of Helen Shapiro (EMI) 1974 (SCX 6565)
- The Very Best of Helen Shapiro (EMI) 2007

## Фильмография
- Play It Cool (1962 год) — режиссёр Майкл Уиннер
- It’s Trad, Dad! (1962 год)— режиссёр Ричард Лестер
- Albion Market — английский сериал 1985—1986 года.

## Роли в театре
- Нэнси в мюзикле Oliver! — режиссёр Лайонел Барт.